# Gammarus albimanus
Gammarus albimanus is een vlokreeftensoort uit de familie van de Gammaridae. De wetenschappelijke naam van de soort is voor het eerst geldig gepubliceerd in 1968 door G. Karaman.
De soort is alleen bekend van de Golema Pestera Cave bij Gostivar in Noord-Macedonië waar het leeft in een ondergrondse beek. De mannetjes van G. albimanus kunnen 10 mm groot worden. De kleur van levende exemplaren is melkwit door het ontbreken van pigment.